# Księga z Leinster

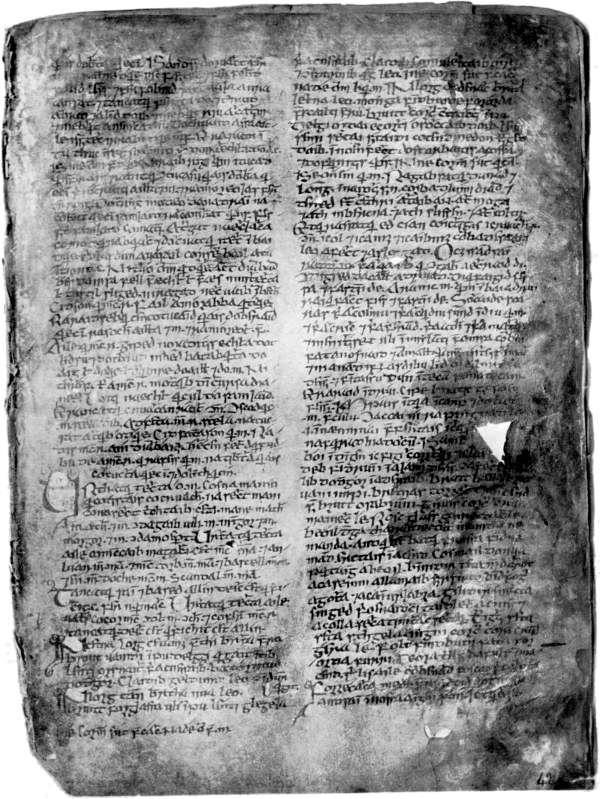
Karta nr 55 z Księgi z Leinster

Księga z Leinster (ang. The Book of Leinster, irl. Lebor Laignech), znana wcześniej pod nazwą The Book of Noughaval (irl. Lebor na Nuachongbála) – to średniowieczny irlandzki manuskrypt spisany około 1160 roku, obecnie przechowywany w Trinity College w Dublinie.
Księga stanowi jedno z najważniejszych źródeł średniowiecznej literatury irlandzkiej, genealogii oraz mitologii. Zawiera między innymi takie teksty jak: Lebor Gabála Érenn (Księga Inwazji), najbardziej kompletną wersję Táin Bó Cuailnge (Uprowadzenie byków z Cooley), tzw. Metrical Dindshenchas oraz tłumaczenie-adaptację De excidio Troiae historia na język irlandzki. Księga jest najprawdopodobniej dziełem jednego skryby zwanego Áed Ua Crimthainn. Z annałów zawartych w manuskrypcie można wywnioskować, że został on spisany między 1151 a 1201 rokiem, przy czym większość została prawdopodobnie ukończona około roku 1160. 
Manuskrypt składa się ze 187 kart, wielkości około 13" na 9" (33cm na 23cm) każda. Zawarta w nim notka sugeruje, że 45 kart zaginęło. Dublin Institute for Advanced Studies opublikował w ciągu 29 lat krytyczne wydanie Księgi z Leinster.